# Маргва
Маргва (бел. Маргва) — река в Белоруссии, левый приток Берёзовки. Протекает в Глубокском районе Витебской области.
Длина реки — 36 км. Площадь водосбора 159 км².
Река берёт начало в болотах в 1,5 км к юго-западу от деревни Стуровщина близ границы с Поставским районом. Исток лежит на водоразделе Западной Двины и Немана, в трёх километрах к юго-востоку находится озеро Сервечь.
Водосбор в пределах Свенцянской возвышенности и Полоцкой низменности. Долина реки преимущественно трапециевидная. Пойма двухсторонняя. На протяжении около 26 км русло Маргвы канализировано.
Генеральное направление течения — север, берега преимущественно безлесые.
Именованных притоков Маргва не имеет. Долина реки плотно заселена, на берегах реки стоит несколько деревень, крупнейшие из них Стуровщина, Дерковщина, Ольховики, Константиново, Хотьки, Верхнее, Раковцы, Залеськи, Готовки, Мосар.
Впадает в Берёзовку у села Панфиловщина.
Гидроним Маргва финского происхождения.